# Aime Nihorimbere
Aime Vaillance Nihorimbere (Bujumbura, 11 gennaio 2000) è un calciatore burundese, difensore del Gjøvik-Lyn, in prestito dal Raufoss, e della Nazionale burundese.

## Carriera

### Club
Nihorimbere è cresciuto nelle giovanili del Gjøvik-Lyn. Nel 2018 si è trasferito al Vardal, in 5. divisjon. In vista della stagione 2019 è passato al Raufoss, limitandosi a giocare nella squadra riserve, senza apparizioni in prima squadra.
A seguito di un periodo di prova con il club, in data 21 febbraio 2020 è stato ufficializzato come nuovo acquisto degli svedesi dell'IFK Luleå: ha firmato un contratto annuale. Ha debuttato in Ettan il 14 giugno successivo, subentrando a Mamadou Kouyaté nella sconfitta per 4-1 subita in casa del Sylvia.
L'anno seguente è passato ai finlandesi dell'HJS, all'epoca militanti in Kakkonen. L'esordio in squadra è arrivato l'11 giugno 2021, quando è stato schierato titolare nella vittoria per 4-2 arrivata sul TPV.
Il 26 gennaio 2022 si è trasferito allo MP, con un contratto annuale. Ha disputato la prima partita in Ykkönen il 21 maggio successivo, subentrando a Juuso Liukkonen nella vittoria interna per 3-0 sullo Jaro.
Ha fatto ritorno al Gjøvik-Lyn per il campionato 2023. Ha così esordito in 2. divisjon in data 13 maggio, quando è stato titolare nella sconfitta casalinga per 0-1 subita contro il Levanger.
L'11 febbraio 2025 si è trasferito al Raufoss, per cui ha siglato un contratto triennale.
Il 21 luglio 2025 ha fatto ritorno al Gjøvik-Lyn con la formula del prestito.

### Nazionale
Nihorimbere ha debuttato per il Burundi il 9 gennaio 2024, quando è stato schierato titolare nella sconfitta in amichevole arrivata contro l'Algeria, col punteggio di 0-4. L'11 giugno dello stesso anno ha giocato il primo incontro nelle qualificazioni al campionato mondiale di calcio 2026, in occasione della vittoria per 1-3 in casa delle Seychelles.

## Statistiche

### Presenze e reti nei club
Statistiche aggiornate al 21 luglio 2025.
| Stagione          | Club              | Campionato        | Campionato | Campionato | Coppe nazionali | Coppe nazionali | Coppe nazionali | Coppe continentali | Coppe continentali | Coppe continentali | Supercoppe | Supercoppe | Supercoppe | Totale | Totale |
| Stagione          | Club              | Comp              | Pres       | Reti       | Comp            | Pres            | Reti            | Comp               | Pres               | Reti               | Comp       | Pres       | Reti       | Pres   | Reti   |
| ----------------- | ----------------- | ----------------- | ---------- | ---------- | --------------- | --------------- | --------------- | ------------------ | ------------------ | ------------------ | ---------- | ---------- | ---------- | ------ | ------ |
| 2018              | Vardal            | 5D                | 6          | 0          | -               | -               | -               | -                  | -                  | -                  | -          | -          | -          | 6      | 0      |
| 2019              | Raufoss           | 1D                | 0          | 0          | CN              | 0               | 0               | -                  | -                  | -                  | -          | -          | -          | 0      | 0      |
| 2020              | IFK Luleå         | D1                | 8          | 0          | CS              | 0               | 0               | -                  | -                  | -                  | -          | -          | -          | 8      | 0      |
| 2021              | HJS               | Ka                | 19         | 0          | CF              | 0               | 0               | -                  | -                  | -                  | -          | -          | -          | 19     | 0      |
| 2022              | MP                | Y                 | 7          | 0          | CF              | 2               | 1               | -                  | -                  | -                  | -          | -          | -          | 9      | 1      |
| 2023              | Gjøvik-Lyn        | 2D                | 19         | 0          | CN              | 4               | 0               | -                  | -                  | -                  | -          | -          | -          | 23     | 0      |
| 2024              | Gjøvik-Lyn        | 2D                | 22         | 1          | CN              | 1               | 0               | -                  | -                  | -                  | -          | -          | -          | 23     | 1      |
| feb.-lug. 2025    | Raufoss           | 1D                | 1          | 0          | CN              | 2               | 0               | -                  | -                  | -                  | -          | -          | -          | 3      | 0      |
| lug.-dic. 2025    | Gjøvik-Lyn        | 2D                | 0          | 0          | CN              | -               | -               | -                  | -                  | -                  | -          | -          | -          | 0      | 0      |
| Totale Gjøvik-Lyn | Totale Gjøvik-Lyn | Totale Gjøvik-Lyn | 41         | 1          |                 | 5               | 0               |                    | -                  | -                  |            | -          | -          | 46     | 1      |
| Totale            | Totale            | Totale            | 82         | 1          |                 | 9               | 1               |                    | -                  | -                  |            | -          | -          | 91     | 2      |